# مارک ال پولانسکی
مارک ال پولانسکی (به انگلیسی: Mark Lewis Polansky) فضانورد اهل ایالات متحده آمریکا است که در ۲ ژوئن ۱۹۵۶ میلادی در پترسون، نیوجرسی زاده شد. وی در مأموریت اس‌تی‌اس-۹۸، اس‌تی‌اس-۱۱۶، اس‌تی‌اس-۱۲۷ حضور داشته است.